# Люцина Пенцяк
Люцина Анастазія Пенцяк (пол. Lucyna Anastazja Penciak, 15 квітня 1914, Пенциці — 31 грудня 1993, Варшава), до шлюбу Радзимінська — польська письменниця-фантастка, бібліотекарка та есперантистка.

## Біографія
Люцина Радзимінська народилась у селі Пенциці. Закінчила суспільно-освітнє відділення Вільного польського університету за спеціальностями педагогіка і бібліотекарство. У 1937—1939 роках Люцина Пенцяк працювала інструкоторкою Центральної повітової бібліотеки Варшави. Під час Другої світової війни Пенцяк приєдналась до Армії Крайової, Групи «Кампінос», мала псевдонім «Малючка» (пол. Kruszynka). Після війни працювала в освітніх закладах та бібліотеках — з 1967 до 1976 року працювала хранителькою залу і керівницею абонентського відділу у варшавській Публічній Бібліотеці.
У 1980 році Люцина Пенцяк опублікувала перший фантастичний твір — гротескний роман «Нейрони злочину» (пол. Neurony zbrodni) у серії «Fantazja-Przygoda-Rozrywka» видавництва «Krajowa Agencja Wydawnicza». Кілька коротших творів письменниці, у тому числі оповідань та спогадів, опубліковані за сприяння її чоловіка Болеслава Пенцяка вже після смерті письменниці у серії «Biblioteczka „Kruszynki“ i Bolesława». Також Люцина Пенцяк була відомою есперантисткою, опубліковані її вірші мовою есперанто. Окрім цього, займалась живописом, її картини знаходяться у кількох приватних колекціях.
Померла Люцина Пенцяк у 1993 році, похована на Північному муніципальному цвинтарі у Варшаві (квартал W-VI-5-2).